# جولیا کلهون
جولیا کَلهون (انگلیسی: Julia Calhoun؛ ‏ ‎/kælˈhuːn/‎؛ ‏ زادهٔ ۱۸۷۰) بازیگر اهل ایالات متحده آمریکا بود.

## گزیدهٔ فیلم‌شناسی
- افروختن یک آتش (۱۹۱۴)
- بهبودی ناگهانی‌اش (۱۹۱۴)
- یک سوگنامه تانگو (۱۹۱۴)
- شراب سیب عالی (۱۹۱۴)
- پلیس زن (۱۹۱۴)
- کرم‌ها حمله خواهند کرد (۱۹۱۴)